# Liste von Persönlichkeiten der Stadt Świebodzin
Die Liste von Persönlichkeiten der Stadt Świebodzin enthält Personen, die in Schwiebus oder Świebodzin geboren sind. Die Liste erhebt keinen Anspruch auf Vollständigkeit.
| Geburtsjahr | Name                              | Sterbejahr | Beruf |
| ----------- | --------------------------------- | ---------- | --- |
| 1486        | Martin Agricola                   | 1556       | deutscher Komponist |
| 1574        | Jakob Schickfuß                   | 1637       | Historiker, Jurist und Schulmann |
| 1613        | Christoph Kaldenbach              | 1698       | deutscher Dichter |
| um 1700     | Samuel Gotthilf Knispel           |            | deutscher Pfarrer, schrieb die erste Geschichte der Stadt Schwiebus von ihrem Ursprung auf das Jahr 1763 |
| 1719        | Friedrich Gotthelf von Falkenhayn | 1786       | preußischer Generalleutnant und Droste |
| 1719        | Maximilian von Troschke           | 1784       | preußischer Landrat |
| 1855        | Helene Berthold                   | 1925       | deutsche Schriftstellerin |
| 1878        | Ruth Margarete Roellig            | 1969       | deutsche Schriftstellerin |
| 1881        | Günther Roeder                    | 1966       | deutscher Ägyptologe |
| 1882        | Otto Feige                        | 1969       | identisch mit B. Traven, deutschsprachiger Autor sozialkritischer Abenteuerromane, lebte während seiner Hauptschaffensperiode in Mexiko. Feige wohnte bis zu seinem 6. Lebensjahr mit seinen Großeltern in der heutigen ulice 30 Stycznia, Hausnummer 4. |
| 1885        | Walter Krickeberg                 | 1962       | deutscher Amerikanist |
| 1887        | Werner Kolhörster                 | 1946       | deutscher Physiker |
| 1890        | Fritz Schultz-Merzdorf            | 1956       | deutscher Jurist, Merino-Schafzüchter und Schriftsteller, wurde auf Gut Merzdorf geboren |
| 1891        | Walter Warzecha                   | 1956       | deutscher Seeoffizier und Oberbefehlshaber der Kriegsmarine |
| 1895        | Kuno Fiedler                      | 1973       | deutscher evangelischer Pfarrer, Schriftsteller |
| 1896        | Alfred Kattner                    | 1934       | deutscher Parteifunktionär (KPD) |
| 1898        | Alfred Knispel                    | 1945       | deutscher Maler, Verwandter des Samuel Knispel |
| 1899        | Selli Engler                      | 1972       | deutsche Schriftstellerin und LSBT-Aktivistin |
| 1918        | Bruno Droste                      | 1969       | deutscher Musiker, Komponist, Bearbeiter und Orchesterleiter |
| 1924        | Wolfhart Westendorf               | 2018       | deutscher Ägyptologe, Professor der Universität Göttingen |
| 1927        | Eberhard Hilscher                 | 2005       | deutscher Schriftsteller und Literaturwissenschaftler |
| 1931        | Klaus Zielke                      | 2016       | deutscher Orthopäde und Pionier der operativen Skoliosebehandlung |
| 1940        | Hans D. Mummendey                 |            | deutscher Psychologe, Professor für Sozialpsychologie an der Universität Bielefeld |
| 1941        | Gerd Conradt                      |            | deutscher Kameramann, Regisseur und Autor |
| 1942        | Dietlinde Munzel-Everling         |            | deutsche Rechtswissenschaftlerin und Rechtshistorikerin |
| 1942        | Angelika Ott                      |            | deutsch-österreichische Schauspielerin |
| 1943        | Michael Witzel                    |            | deutscher Indologe, Wales Professor of Sanskrit an der Harvard University (USA) |
| 1944        | Hajo Bücken                       | 2016       | deutscher Journalist, Spieleautor und Autor zahlreicher Bücher zum Thema Spiele |
| 1946        | Tadeusz Janczenko                 |            | polnischer Zehnkämpfer |
| 1947        | Henryka Bochniarz                 |            | polnische Unternehmerin, Präsidentin der Polnischen Konföderation Privater Arbeitgeber Lewiatan (PKPP) |
| 1949        | Edward Dajczak                    |            | polnischer Geistlicher und Bischof von Koszalin-Kolobrzeg |
| 1949        | Jan Kochanowski                   |            | polnischer Politiker, Abgeordneter des Sejm |
| 1952        | Janusz Kowalski                   |            | polnischer Radrennfahrer, Amateur-Weltmeister 1974 |
| 1959        | Zdzisław Hoffmann                 |            | polnischer Leichtathlet, erster Weltmeister im Dreisprung (1983) |
| 1974        | Piotr Rysiukiewicz                |            | polnischer Leichtathlet und Olympiateilnehmer |
| 1984        | Karolina Tymińska                 |            | polnische Siebenkämpferin |